# Apple-Clone
Apple-Clones sind Kopien (sogenannte Klone) des Heimcomputers Apple II des Herstellers Apple, der ab 1977 gebaut wurde.
Der Original-Apple besaß kaum hoch integrierte Chips, die meisten Bausteine, selbst die Videoelektronik, waren Logikgatter der 74xx-Reihe. Nur der 6502-Mikroprozessor und die 4116-DRAM-Speicherchips waren für die damalige Zeit schon recht hoch integriert. Gleichzeitig waren diese beiden Bausteine aber auch gut beschaffbar, so dass viele Unternehmen sich anhand des über Reverse Engineering erhaltenen Schaltplans an Nachbauten wagten.
Die Nachbauten hatten zum Teil die Erweiterungen, die man für den Original-Apple-II auf Steckkarten erwerben musste, bereits eingebaut. Bekannte Beispiele sind die 80-Zeichen-Erweiterung und die Z80-Erweiterung für den Betrieb von CP/M.

## Auswahl an Apple-Clones
- Arhelger Electronic Orange 2
- Apco
- Arrow 1000
- Base 64
- Basis 108 / 208
- Bell & Howell
- CAT Computer
- Circle II
- Citron II
- CSC Euro
- CSC Euro 1000
- CSC Euro Super
- CSC Euro Profi
- CV-777
- Diamond Computer Systems Diamond C2
- Dipa 109
- Dipa 209
- Franklin Ace
- Golden II
- InterTek System IV
- ITT 2020
- Kuen Hwa Clone
- Laser 128
- Laser 3000
- MicroSCI Havac
- Microcom IIe
- Multitech Microprofessor II (MPF II)
- Multitech Microprofessor III (MPF III)
- O. S. Micro Systems
- Orange
- Panasia
- Pearcom
- Precision Echo Phase II
- Pravez 8 Serie (8/8A/8M/8C/etc.)
- Pineapple 6502
- Sekon
- Space 83